# Nemes Nagy Zoltán
Nemes Nagy Zoltán, születési nevén Nagy Zoltán (Balkány, 1882. június 12. – Budapest, 1961. február 1.) magyar főorvos, az ideggyógyászat és a szexuálpathológia szakorvosa, egészségügyi szakíró.

## Élete
Nagy József körjegyző és Kiss Anna fiaként született. A két világháború közötti időszakban működött orvosként. Szélesebb körben a nemi életről szóló népszerű-ismeretterjesztő könyvei folytán volt ismert.
Érdekesség, hogy foglalkozott Sergius Voronoff (1866–1951) orosz orvos xenotranszplantációs megfiatalítási ötletével, lefordította és átdolgozta mestere írását, és maga is végzett Budapesten pávián-mirigy átültetéseket emberekre. Ezekre a korabeli újsághíreken kívül még 60 évvel később, 1990-ben is emlékezett Jármay Gyula nyugalmazott kórházigazgató egy interjúban.

## Művei
- A hipnotizálás. Népszerű orvosi tanulmány, Budapest, 1925.[9]
- Vita sexualis – Az ember nemi élete. Sexualpathologiai tanulmány, Budapest, 1925.[9] (németül: Vita sexualis : das Geschlechtsleben des Menschen : Sexualpathologische Studie, Wien-Leipzig: Braumüller, 1926)[9]
- Katasztrófák a szerelmi életben I-II. Sexualpathologiai tanulmány, Budapest, 1931.[9] (reprint kiadás: Farkas L. I., Budapest, 2005)[9]
- Sexualis neurosisok. Pathogenesis, diagnostika, therapia. Sexologia és sexualpathologia kompendiuma orvosoknak és szakembereknek, Budapest, 1926 után.[9]
- Sexualpedagogia és -ethika. Nemi felvilágosítás irányelvei és módjai. Pedagógusoknak, szakembereknek, szülőknek, mindazoknak, akiknek az ifjusági nevelésben szerepük van, Budapest, 1947.[9]

Magyar nyelvre átdolgozta:
- Dr. Sergius Voronoff: Megfiatalitás, Hogyan végzi Voronoff Dr. az ember megfiatalitását? A csimpánz ivarmirigyének átültetése./Kétségtelen sikerek a megfiatalitás terén, eredeti fényképek bemutatásával. Hogyan történik a nők fiatalitása? A nemi képesség és összes életjelenségek ujraéledése. Kiknél alkalmazható Voronoff módszere sikeresen?, Budapest, 1926[9] (10.000 példányban jelent meg)[9]